# Пастирська сільська рада
Па́стирська сільська́ ра́да — адміністративно-територіальна одиниця та орган місцевого самоврядування у Смілянському районі Черкаської області. Адміністративний центр — село Пастирське.

## Загальні відомості
- Населення ради: 1 161 особа (станом на 2001 рік)

## Населені пункти
Сільській раді підпорядковані населені пункти:
- с. Пастирське
- с-ще Богунове

## Склад ради
Рада складається з 14 депутатів та голови.
- Голова ради: Заїченко Микола Валентинович
- Секретар ради: Олененко Наталія Миколаївна

### Керівний склад попередніх скликань
| Прізвище, ім'я, по батькові     | Основні відомості                                                 | Дата обрання | Дата звільнення |
| ------------------------------- | ----------------------------------------------------------------- | ------------ | --------------- |
| Пилявський Олексій Оксентійович | Сільський голова, 1953 року народження, безпартійний              | 26.03.2006   | 31.10.2010      |
| Заїченко Микола Валентинович    | Сільський голова, 1966 року народження, освіта вища, безпартійний | 26.10.2014   |                 |

Примітка: таблиця складена за даними сайту Верховної Ради України

### Депутати
За результатами місцевих виборів 2010 року депутатами ради стали:

#### За суб'єктами висування
| Суб'єкт висування | Кількість обраних депутатів | %   |
| ----------------- | --------------------------- | --- |
| Самовисування     | 14                          | 100 |

#### За округами
| № округу | Прізвище, ім'я, по батькові    | Дата визнання обраним | Освіта  | Партійна приналежність | Відомості про обраного депутата                     |
| -------- | ------------------------------ | --------------------- | ------- | ---------------------- | --------------------------------------------------- |
| 1        | Олененко Володимир Миколайович | 04.11.2010            | вища    | позапартійний          | Пастирська амбулаторія ЗПСМ, водій швидкої допомоги |
| 2        | Олененко Наталія Миколаївна    | 04.11.2010            | вища    | позапартійна           | Пастирська сільська рада, секретар                  |
| 3        | Заїченко Микола Валентинович   | 04.11.2010            | вища    | позапартійний          | Пастирська сільська рада, землевпорядник            |
| 4        | Тютенко Марія Миколаївна       | 04.11.2010            | середня | позапартійна           | пенсіонер                                           |
| 5        | Фініва Валентина Василівна     | 04.11.2010            | вища    | позапартійна           | ТОВ «Інвестагропром», вагар                         |
| 6        | Лисенко Наталія Іванівна       | 04.11.2010            | середня | позапартійна           | Пастирське відділення зв'язку, начальник відділення |
| 7        | Глущенко Володимир Тимофійович | 04.11.2010            | вища    | позапартійний          | Пастирська амбулаторія ЗПСМ, головний лікар         |
| 8        | Мальований Василь Аврамович    | 04.11.2010            | вища    | позапартійний          | тимчасово не працює                                 |
| 9        | Захарченко Таїсія Іванівна     | 04.11.2010            | вища    | позапартійна           | Пастирська сільська рада, головний бухгалтер        |
| 10       | Шеремет Лідія Миколаївна       | 04.11.2010            | вища    | позапартійна           | тимчасово не працює                                 |
| 11       | Шеремет Григорій Васильович    | 04.11.2010            | вища    | позапартійний          | пенсіонер                                           |
| 12       | Микитюк Микола Андрійович      | 04.11.2010            | середня | позапартійний          | пенсіонер                                           |
| 13       | Литвин Василь Петрович         | 04.11.2010            | середня | позапартійний          | тимчасово не працює                                 |
| 14       | Корженко Олександр Сергійович  | 04.11.2010            | вища    | позапартійний          | Макіївське лісництво, майстер лісу                  |